# Kalima
Kalima a Kongói Demokratikus Köztársaság középső részében fekvő Maniema tartomány városa.  A város a Lualaba mellékfolyói, az Ulindi és az Elila folyók közt, a tartományi fővárostól Kindutól északkeletre fekszik, 850 m tengerszint feletti magasságon. Kalimának saját kórháza van. A város repülőtere a Kalima-Kakungwa Airport (IATA: KLY, ICAO: FZOD). 2005. június 19-én egy Douglas C-47B-35-DK repülőgépet ért itt baleset, áldozatok nem voltak.
A városnak és környékének legfontosabb ipara az ónbányászat. A város környéki bányákban az óntartalmú varlamoffit ércet bányásszák.
2003-ban a Mai-Mai milícia többször megtámadta a várost.